# Camp de Bierre
Pour les articles homonymes, voir Bierre.
Le camp de Bierre, appelé aussi camp de Bière, est un site archéologique situé sur la commune de Merri, dans l'Orne, en Normandie. Il a été occupé du Néolithique à la période gallo-romaine.

## Historique
Au XIXe siècle, le site est mis en culture et les enceintes deviennent des pierriers.
Connu et mentionné depuis le XVIIIe siècle, le site a été peu fouillé avant 1980. Des fouilles archéologiques importantes ont eu lieu en 1980, puis un chantier de restauration de l'enceinte s'est tenu en 2003. La restauration a porté principalement sur le dégagement des parements de l'enceinte. Les fouilles ont permis de préciser certaines dimensions. Depuis 2005, des sondages ont permis de documenter le rempart préhistorique et de préciser la stratigraphie générale du site. Des fouilles ont lieu régulièrement durant l'été. 

## Description
Le camp de Bierre est l'un des sites préhistoriques les plus vastes de l'Ouest de la France. Cinq hectares sur huit appartiennent au département de l'Orne.
C'est un camp à trois enceintes (tri castrum). Il est constitué d'un complexe de bâtiments protégés par des fossés et une triple enceinte de terre et de pierre sèche. Situé sur un éperon rocheux et boisé dominant la plaine de Trun, il couvre une surface de 14 ha, délimitée au nord par la vallée de la Dives, et à l'ouest et à l'est par deux vallons. Dans sa partie la mieux conservée, l'enceinte principale mesure encore 32 m d'épaisseur à la base, sur une hauteur de 7 m.

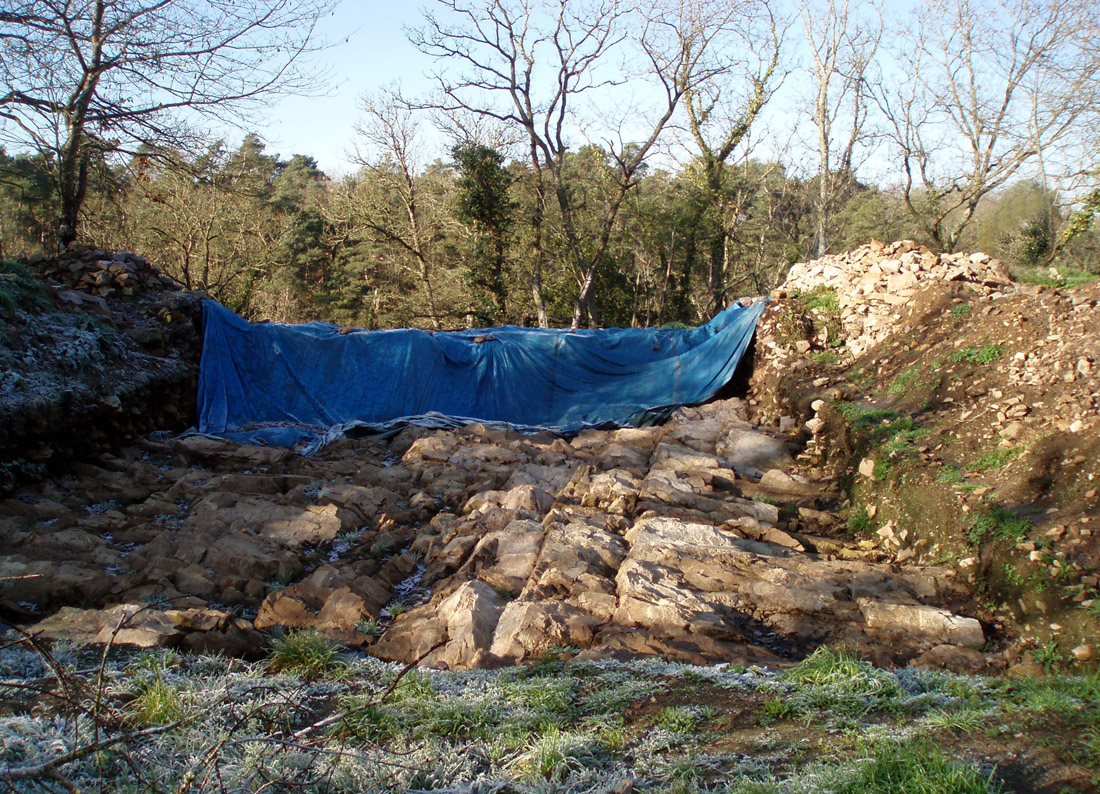
Fouilles de surface 2006 - 2007

## Occupations
La présence de silex et de tessons atteste l'occupation du site au Néolithique ancien et moyen. C'est à cette époque qu'a lieu la construction du barrage médian. Au bronze final et au premier Âge du fer, l'enceinte principale est construite à l'extrémité de l'éperon. C'est durant la période celtique que le site connaît sa plus importante occupation, comme l'atteste le grand nombre de tessons de céramique trouvés. La présence de tuiles et de céramique commune témoigne d'une occupation à l'époque gallo-romaine.
Le dernier état de l'enceinte date du Moyen Âge : des tessons médiévaux ont été trouvés dans les couches superficielles de l'enceinte. Le terrain a été donné en 1239 à l'abbaye Sainte-Marguerite de Vignats.

## Protection
Le site est classé à l'inventaire général du patrimoine culturel et comme site naturel par arrêté du 7 septembre 1908.

## Visite
La visite est libre. Des visites commentées ont lieu chaque été.